# Stenocercus frittsi
Stenocercus frittsi este o specie de șopârle din genul Stenocercus, familia Tropiduridae, descrisă de Torres-carvajal în anul 2005. A fost clasificată de IUCN ca specie cu risc scăzut. Conform Catalogue of Life specia Stenocercus frittsi nu are subspecii cunoscute.